# Catedral de Nuestra Señora de Balvanera
La Catedral de Nuestra Señora de Balvanera o bien Catedral Maronita de Nuestra Señora de Balvanera (a veces también Valvanera) es un templo católico de rito maronita que se localiza en la esquina de las calles Correo Mayor y República de Uruguay, en el Centro Histórico de la Ciudad de México, al sureste de la Plaza de la Constitución. Originalmente perteneció al convento del Santo Niño Perdido, fundado en 1573. El convento se convirtió en concepcionista en el siglo XVII bajo el nombre de Jesús de la Penitencia, y se reconstruyó junto con la iglesia en 1663, y fue la señora Beatriz de Miranda quien costeó la construcción del templo. El nombre actual se le otorgó en esa época. Fue declarada monumento histórico el 30 de agosto de 1932.

## Antecedentes
Debido a las Leyes de Reforma, en 1861 las monjas fueron obligadas a desalojar el convento y el claustro, y otros edificios relacionados con la iglesia se demolieron. Su altar principal prácticamente se destruyó durante la Guerra de Reforma, en el siglo XIX, pero subsiste una pintura al óleo de la Virgen negra de Valvanera. En 1929 comenzó la demolición del claustro.

## Elementos arquitectónicos
La iglesia reúne elementos barrocos y neoclásicos. Su entrada principal se encuentra en un lado del edificio, como era común en los conventos en México, y sus portadas gemelas, de estilo neoclásico, se añadieron a principios del siglo XIX. La torre del campanario está cubierta de azulejo de Puebla. Solamente esta iglesia y la iglesia de La Encarnación tienen azulejo poblano en los campanarios. La fachada de tezontle está dividida por cinco contrafuertes y rematada con un entablamento que tiene un friso con anagramas de los nombres de Jesús y María. En el interior, el altar mayor es de estilo neoclásico y está hecho de piedra. El cuadro de Nuestra Señora de Valvanera es del siglo XVII, esta pintura y las esculturas fueron donadas por la iglesia maronita. La sacristía cuenta con pinturas de Carlos Clemente López que datan de 1750.